# Rugby-Union-Juniorenweltmeisterschaft 2024
Die Rugby-Union-Juniorenweltmeisterschaft 2024 (engl. 2024 World Rugby U20 Championship) war die 14. Ausgabe der Weltmeisterschaft für U20-Junioren-Nationalmannschaften in der Sportart Rugby Union. Sie fand vom 29. Juni bis zum 19. Juli 2024 in Südafrika statt, das zum dritten Mal nach 2012 und 2023 der Veranstalter war. Den Juniorenweltmeistertitel gewann zum vierten Mal England.
Parallel dazu fand in Schottland die World Rugby U20 Trophy 2024 für tiefer eingestufte Mannschaften statt.

## Austragungsorte
Sämtliche Spiele fanden an drei Orten in der Provinz Westkap statt:
| Ort          | Stadion              | Kapazität |
| ------------ | -------------------- | --------- |
| Kapstadt     | Athlone Stadium      | 34.000    |
| Kapstadt     | Cape Town Stadium    | 58.310    |
| Stellenbosch | Danie Craven Stadium | 16.000    |

## Teilnehmer
| Land        | Bisherige Teilnahmen | Ergebnis 2023 | Bestes Ergebnis                                  |
| ----------- | -------------------- | ------------- | ------------------------------------------------ |
| Argentinien | 13                   | 9.            | 3. Platz (2016)                                  |
| Australien  | 13                   | 5.            | 2. Platz (2010, 2019)                            |
| England     | 13                   | 4.            | Weltmeister (2013, 2014, 2016)                   |
| Fidschi     | 9                    | 10.           | 6. Platz (2011)                                  |
| Frankreich  | 13                   | 1.            | Weltmeister (2018, 2019, 2023)                   |
| Georgien    | 5                    | 8.            | 8. Platz (2023)                                  |
| Irland      | 13                   | 2.            | 2. Platz (2016, 2023)                            |
| Italien     | 11                   | 11.           | 8. Platz (2017, 2018)                            |
| Neuseeland  | 13                   | 7.            | Weltmeister (2008, 2009, 2010, 2011, 2015, 2017) |
| Spanien     | –                    | –             | Debütant                                         |
| Südafrika   | 13                   | 3.            | Weltmeister (2012)                               |
| Wales       | 13                   | 6.            | 2. Platz (2013)                                  |

## Vorrunde

### Gruppe A
|    | Land       | Spiele | Siege | Unent. | Ndlg. | Spiel- punkte | Diff. | Bonus- punkte | Tabellen- punkte |
| -- | ---------- | ------ | ----- | ------ | ----- | ------------- | ----- | ------------- | ---------------- |
| 1. | Neuseeland | 3      | 3     | 0      | 0     | 113:73        | + 40  | 3             | 15               |
| 2. | Frankreich | 3      | 2     | 0      | 1     | 104:50        | + 54  | 3             | 11               |
| 3. | Wales      | 3      | 1     | 0      | 2     | 76:80         | − 4   | 3             | 7                |
| 4. | Spanien    | 3      | 0     | 0      | 3     | 35:125        | − 90  | 0             | 0                |

| 29. Juni 2024 14:00 SAST | Frankreich     | 49 : 12 | Spanien | Cape Town Stadium, Kapstadt Schiedsrichter: Federico Vedovelli (Italien) |
| 29. Juni 2024 14:00 SAST | (28:0) Bericht |         |         | Cape Town Stadium, Kapstadt Schiedsrichter: Federico Vedovelli (Italien) |

| 29. Juni 2024 19:00 SAST | Wales           | 34 : 41 | Neuseeland | Athlone Stadium, Kapstadt Schiedsrichter: Morné Ferreira (Südafrika) |
| 29. Juni 2024 19:00 SAST | (13:24) Bericht |         |            | Athlone Stadium, Kapstadt Schiedsrichter: Morné Ferreira (Südafrika) |

| 4. Juli 2024 14:00 SAST | Wales           | 31 : 10 | Spanien | Athlone Stadium, Kapstadt Schiedsrichter: Aimee Barrett-Theron (Südafrika) |
| 4. Juli 2024 14:00 SAST | (24:10) Bericht |         |         | Athlone Stadium, Kapstadt Schiedsrichter: Aimee Barrett-Theron (Südafrika) |

| 4. Juli 2024 16:30 SAST | Frankreich     | 26 : 27 | Neuseeland | Danie Craven Stadium, Stellenbosch Schiedsrichter: Adam Jones (Wales) |
| 4. Juli 2024 16:30 SAST | (11:0) Bericht |         |            | Danie Craven Stadium, Stellenbosch Schiedsrichter: Adam Jones (Wales) |

| 9. Juli 2024 16:30 SAST | Frankreich     | 29 : 11 | Wales | Athlone Stadium, Kapstadt Schiedsrichter: Neheun Jauri Rivero (Argentinien) |
| 9. Juli 2024 16:30 SAST | (21:6) Bericht |         |       | Athlone Stadium, Kapstadt Schiedsrichter: Neheun Jauri Rivero (Argentinien) |

| 9. Juli 2024 19:00 SAST | Neuseeland      | 45 : 13 | Spanien | Danie Craven Stadium, Stellenbosch Schiedsrichter: Reuben Keane (Australien) |
| 9. Juli 2024 19:00 SAST | (45:13) Bericht |         |         | Danie Craven Stadium, Stellenbosch Schiedsrichter: Reuben Keane (Australien) |

Das Gruppenspiel zwischen Neuseeland und Spanien musste nach der Halbzeitpause abgebrochen werden, da das Spielfeld aufgrund der schlechten Wetterbedingungen unbespielbar und unsicher war. Neuseeland wurde zum Sieger erklärt.

### Gruppe B
|    | Land       | Spiele | Siege | Unent. | Ndlg. | Spiel- punkte | Diff. | Bonus- punkte | Tabellen- punkte |
| -- | ---------- | ------ | ----- | ------ | ----- | ------------- | ----- | ------------- | ---------------- |
| 1. | Irland     | 3      | 2     | 1      | 0     | 77:31         | + 46  | 1             | 11               |
| 2. | Australien | 3      | 1     | 1      | 1     | 47:28         | + 19  | 2             | 8                |
| 3. | Georgien   | 3      | 1     | 0      | 2     | 55:74         | − 19  | 2             | 6                |
| 4. | Italien    | 3      | 1     | 0      | 2     | 49:95         | − 46  | 0             | 4                |

| 29. Juni 2024 16:30 SAST | Irland          | 55 : 15 | Italien | Cape Town Stadium, Kapstadt Schiedsrichter: Saba Abulaschwili (Georgien) |
| 29. Juni 2024 16:30 SAST | (31:10) Bericht |         |         | Cape Town Stadium, Kapstadt Schiedsrichter: Saba Abulaschwili (Georgien) |

| 29. Juni 2024 16:30 SAST | Australien    | 35 : 11 | Georgien | Athlone Stadium, Kapstadt Schiedsrichter: Aimee Barrett-Theron (Südafrika) |
| 29. Juni 2024 16:30 SAST | (6:0) Bericht |         |          | Athlone Stadium, Kapstadt Schiedsrichter: Aimee Barrett-Theron (Südafrika) |

| 4. Juli 2024 14:00 SAST | Irland         | 22 : 16 | Georgien | Danie Craven Stadium, Stellenbosch Schiedsrichter: Reuben Keane (Australien) |
| 4. Juli 2024 14:00 SAST | (12:6) Bericht |         |          | Danie Craven Stadium, Stellenbosch Schiedsrichter: Reuben Keane (Australien) |

| 4. Juli 2024 19:00 SAST | Australien    | 12 : 17 | Italien | Athlone Stadium, Kapstadt Schiedsrichter: Sam Grove-White (Schottland) |
| 4. Juli 2024 19:00 SAST | (0:7) Bericht |         |         | Athlone Stadium, Kapstadt Schiedsrichter: Sam Grove-White (Schottland) |

| 9. Juli 2024 14:00 SAST | Irland             | 0 : 0 | Australien | Athlone Stadium, Kapstadt Schiedsrichter: Morné Ferreira (Südafrika) |
| 9. Juli 2024 14:00 SAST | (abgesagt) Bericht |       |            | Athlone Stadium, Kapstadt Schiedsrichter: Morné Ferreira (Südafrika) |

Das Gruppenspiel zwischen Irland und Australien konnte nicht ausgetragen werden, da das Spielfeld aufgrund der schlechten Wetterbedingungen unbespielbar und unsicher war. Die Partie wurde unentschieden gewertet und beide Teams erhielten zwei Tabellenpunkte gutgeschrieben.
| 9. Juli 2024 16:30 SAST | Georgien        | 28 : 17 | Italien | Danie Craven Stadium, Stellenbosch Schiedsrichter: Takehito Namekawa (Japan) |
| 9. Juli 2024 16:30 SAST | (14:10) Bericht |         |         | Danie Craven Stadium, Stellenbosch Schiedsrichter: Takehito Namekawa (Japan) |

### Gruppe C
|    | Land        | Spiele | Siege | Unent. | Ndlg. | Spiel- punkte | Diff. | Bonus- punkte | Tabellen- punkte |
| -- | ----------- | ------ | ----- | ------ | ----- | ------------- | ----- | ------------- | ---------------- |
| 1. | England     | 3      | 3     | 0      | 0     | 105:44        | + 61  | 2             | 14               |
| 2. | Argentinien | 3      | 2     | 0      | 1     | 104:64        | + 40  | 2             | 10               |
| 3. | Südafrika   | 3      | 1     | 0      | 2     | 81:55         | + 26  | 2             | 6                |
| 4. | Fidschi     | 3      | 0     | 0      | 3     | 30:147        | − 127 | 0             | 0                |

| 29. Juni 2024 14:00 SAST | England         | 40 : 21 | Argentinien | Athlone Stadium, Kapstadt Schiedsrichter: Adam Jones (Wales) |
| 29. Juni 2024 14:00 SAST | (14:14) Bericht |         |             | Athlone Stadium, Kapstadt Schiedsrichter: Adam Jones (Wales) |

| 29. Juni 2024 19:00 SAST | Südafrika      | 57 : 7 | Fidschi | Cape Town Stadium, Kapstadt Schiedsrichter: Neheun Jauri Rivero (Argentinien) |
| 29. Juni 2024 19:00 SAST | (31:0) Bericht |        |         | Cape Town Stadium, Kapstadt Schiedsrichter: Neheun Jauri Rivero (Argentinien) |

| 4. Juli 2024 16:30 SAST | England        | 48 : 11 | Fidschi | Athlone Stadium, Kapstadt Schiedsrichter: Saba Abulaschwili (Georgien) |
| 4. Juli 2024 16:30 SAST | (36:6) Bericht |         |         | Athlone Stadium, Kapstadt Schiedsrichter: Saba Abulaschwili (Georgien) |

| 4. Juli 2024 19:00 SAST | Südafrika      | 12 : 31 | Argentinien | Danie Craven Stadium, Stellenbosch Schiedsrichter: Takehito Namekawa (Japan) |
| 4. Juli 2024 19:00 SAST | (0:14) Bericht |         |             | Danie Craven Stadium, Stellenbosch Schiedsrichter: Takehito Namekawa (Japan) |

| 9. Juli 2024 14:00 SAST | Argentinien    | 52 : 12 | Fidschi | Danie Craven Stadium, Stellenbosch Schiedsrichter: Sam Grove-White (Schottland) |
| 9. Juli 2024 14:00 SAST | (19:7) Bericht |         |         | Danie Craven Stadium, Stellenbosch Schiedsrichter: Sam Grove-White (Schottland) |

| 9. Juli 2024 19:00 SAST | Südafrika     | 12 : 17 | England | Athlone Stadium, Kapstadt Schiedsrichter: Federico Vedovelli (Italien) |
| 9. Juli 2024 19:00 SAST | (7:7) Bericht |         |         | Athlone Stadium, Kapstadt Schiedsrichter: Federico Vedovelli (Italien) |

## Setzliste
Die Setzliste für die K.-o.-Phase, basierend auf den Ergebnissen der Vorrunde.
|                           | Land        | Gruppe | Diff. | Punkte |
| ------------------------- | ----------- | ------ | ----- | ------ |
| Finalrunde                |             |        |       |        |
| 01.                       | Neuseeland  | A      | + 40  | 15     |
| 02.                       | England     | B      | + 61  | 14     |
| 03.                       | Irland      | C      | + 46  | 11     |
| 04.                       | Frankreich  | A      | + 54  | 11     |
| Playoff um Platz 5 bis 8  |             |        |       |        |
| 05.                       | Argentinien | C      | + 40  | 10     |
| 06.                       | Australien  | B      | + 19  | 8      |
| 07.                       | Wales       | A      | − 4   | 7      |
| 08.                       | Südafrika   | C      | + 26  | 6      |
| Playoff um Platz 9 bis 12 |             |        |       |        |
| 09.                       | Georgien    | B      | − 19  | 6      |
| 10.                       | Italien     | B      | − 46  | 4      |
| 11.                       | Spanien     | A      | − 90  | 0      |
| 12.                       | Fidschi     | C      | − 127 | 0      |

## K.-o.-Phase

### Playoff um Platz 9 bis 12
|  | Halbfinale             | Halbfinale             |                   |    | 9. Platz          | 9. Platz          |
|  |                        |                        |                   |    |                   |                   |
|  | Italien                | 28                     |                   |    |                   |                   |
|  | Spanien                | 15                     |                   |    |                   |                   |
|  | 14. Juli, Stellenbosch |                        |                   |    |                   |                   |
|  |                        |                        | 19. Juli, Athlone |    |                   |                   |
|  | Italien                | 13                     |                   |    |                   |                   |
|  |                        | Georgien               | 24                |    |                   |                   |
|  |                        |                        |                   |    |                   |                   |
|  | 11. Platz              |                        |                   |    |                   |                   |
|  | 14. Juli, Stellenbosch | 14. Juli, Stellenbosch | Spanien           | 24 |                   |                   |
|  | Georgien               | 40                     | Fidschi           | 19 |                   |                   |
|  | Fidschi                | 36                     |                   |    | 19. Juli, Athlone | 19. Juli, Athlone |

Halbfinale
| 14. Juli 2024 14:00 SAST | Italien        | 28 : 15 | Spanien | Danie Craven Stadium, Stellenbosch Schiedsrichter: Neheun Jauri Rivero (Argentinien) |
| 14. Juli 2024 14:00 SAST | (12:5) Bericht |         |         | Danie Craven Stadium, Stellenbosch Schiedsrichter: Neheun Jauri Rivero (Argentinien) |

| 14. Juli 2024 16:30 SAST | Georgien        | 40 : 36 | Fidschi | Danie Craven Stadium, Stellenbosch Schiedsrichter: Adam Jones (Wales) |
| 14. Juli 2024 16:30 SAST | (21:12) Bericht |         |         | Danie Craven Stadium, Stellenbosch Schiedsrichter: Adam Jones (Wales) |

Spiel um Platz 11
| 19. Juli 2024 12:00 SAST | Spanien               | 24 : 19 n. V. | Fidschi | Athlone Stadium, Kapstadt Schiedsrichter: Federico Vedovelli (Italien) |
| 19. Juli 2024 12:00 SAST | (5:14, 19:19) Bericht |               |         | Athlone Stadium, Kapstadt Schiedsrichter: Federico Vedovelli (Italien) |

Spiel um Platz 9
| 19. Juli 2024 14:30 SAST | Italien        | 13 : 24 | Georgien | Athlone Stadium, Kapstadt Schiedsrichter: Aimee Barrett-Theron (Südafrika) |
| 19. Juli 2024 14:30 SAST | (6:12) Bericht |         |          | Athlone Stadium, Kapstadt Schiedsrichter: Aimee Barrett-Theron (Südafrika) |

### Playoff um Platz 5 bis 8
|  | Halbfinale         | Halbfinale         |                    |    | 5. Platz          | 5. Platz          |
|  |                    |                    |                    |    |                   |                   |
|  | Argentinien        | 34                 |                    |    |                   |                   |
|  | Südafrika          | 24                 |                    |    |                   |                   |
|  | 14. Juli, Kapstadt |                    |                    |    |                   |                   |
|  |                    |                    | 19. Juli, Kapstadt |    |                   |                   |
|  | Argentinien        | 14                 |                    |    |                   |                   |
|  |                    | Australien         | 6                  |    |                   |                   |
|  |                    |                    |                    |    |                   |                   |
|  | 7. Platz           |                    |                    |    |                   |                   |
|  | 14. Juli, Kapstadt | 14. Juli, Kapstadt | Südafrika          | 47 |                   |                   |
|  | Australien         | 36                 | Wales              | 31 |                   |                   |
|  | Wales              | 29                 |                    |    | 19. Juli, Athlone | 19. Juli, Athlone |

Halbfinale
| 14. Juli 2024 14:00 SAST | Argentinien     | 34 : 24 | Südafrika | Cape Town Stadium, Kapstadt Schiedsrichter: Reuben Keane (Australien) |
| 14. Juli 2024 14:00 SAST | (24:10) Bericht |         |           | Cape Town Stadium, Kapstadt Schiedsrichter: Reuben Keane (Australien) |

| 14. Juli 2024 19:00 SAST | Australien      | 36 : 29 | Wales | Danie Craven Stadium, Stellenbosch Schiedsrichter: Federico Vedovelli (Italien) |
| 14. Juli 2024 19:00 SAST | (24:12) Bericht |         |       | Danie Craven Stadium, Stellenbosch Schiedsrichter: Federico Vedovelli (Italien) |

Spiel um Platz 7
| 19. Juli 2024 14:00 SAST | Südafrika      | 47 : 31 | Wales | Cape Town Stadium, Kapstadt Schiedsrichter: Reuben Keane (Australien) |
| 19. Juli 2024 14:00 SAST | (19:5) Bericht |         |       | Cape Town Stadium, Kapstadt Schiedsrichter: Reuben Keane (Australien) |

Spiel um Platz 5
| 19. Juli 2024 17:00 SAST | Argentinien   | 14 : 6 | Australien | Athlone Stadium, Kapstadt Schiedsrichter: Morné Ferreira (Südafrika) |
| 19. Juli 2024 17:00 SAST | (5:3) Bericht |        |            | Athlone Stadium, Kapstadt Schiedsrichter: Morné Ferreira (Südafrika) |

### Finalrunde
|  | Halbfinale         | Halbfinale         |                    |    | Finale             | Finale             |
|  |                    |                    |                    |    |                    |                    |
|  | England            | 31                 |                    |    |                    |                    |
|  | Irland             | 20                 |                    |    |                    |                    |
|  | 14. Juli, Kapstadt |                    |                    |    |                    |                    |
|  |                    |                    | 19. Juli, Kapstadt |    |                    |                    |
|  | England            | 21                 |                    |    |                    |                    |
|  |                    | Frankreich         | 13                 |    |                    |                    |
|  |                    |                    |                    |    |                    |                    |
|  | 3. Platz           |                    |                    |    |                    |                    |
|  | 14. Juli, Kapstadt | 14. Juli, Kapstadt | Irland             | 24 |                    |                    |
|  | Neuseeland         | 31                 | Neuseeland         | 38 |                    |                    |
|  | Frankreich         | 55                 |                    |    | 19. Juli, Kapstadt | 19. Juli, Kapstadt |

Halbfinale
| 14. Juli 2024 16:30 SAST | England         | 31 : 20 | Irland | Cape Town Stadium, Kapstadt Schiedsrichter: Morné Ferreira (Südafrika) |
| 14. Juli 2024 16:30 SAST | (22:20) Bericht |         |        | Cape Town Stadium, Kapstadt Schiedsrichter: Morné Ferreira (Südafrika) |

| 14. Juli 2024 19:00 SAST | Neuseeland      | 31 : 55 | Frankreich | Cape Town Stadium, Kapstadt Schiedsrichter: Sam Grove-White (Schottland) |
| 14. Juli 2024 19:00 SAST | (14:34) Bericht |         |            | Cape Town Stadium, Kapstadt Schiedsrichter: Sam Grove-White (Schottland) |

Spiel um Platz 3
| 19. Juli 2024 16:30 SAST | Irland         | 24 : 38 | Neuseeland | Cape Town Stadium, Kapstadt Schiedsrichter: Saba Abulaschwili (Georgien) |
| 19. Juli 2024 16:30 SAST | (12:5) Bericht |         |            | Cape Town Stadium, Kapstadt Schiedsrichter: Saba Abulaschwili (Georgien) |

Finale
| 19. Juli 2024 19:00 SAST | England                                                                                                 | 21 : 13        | Frankreich                                                                          | Cape Town Stadium, Kapstadt Schiedsrichter: Takehito Namekawa (Japan) |
| 19. Juli 2024 19:00 SAST | Versuche: Bailey 26. erh. Green 53. n.erh. Erhöhungen: Kerr (1/2) Straftritte: Kerr (3/5) 48., 57., 67. | (17:6) Bericht | Versuche: Ferté 80.+1 erh. Erhöhungen: Reus (1/1) Straftritte: Reus ((2/3) 11., 42. | Cape Town Stadium, Kapstadt Schiedsrichter: Takehito Namekawa (Japan) |

## Schlussplatzierungen
| Platz | Land        |
| ----- | ----------- |
| 01    | England     |
| 02    | Frankreich  |
| 03    | Neuseeland  |
| 04    | Irland      |
| 05    | Argentinien |
| 06    | Australien  |
| 07    | Südafrika   |
| 08    | Wales       |
| 09    | Georgien    |
| 10    | Australien  |
| 11    | Spanien     |
| 12    | Fidschi     |

England ist Weltmeister, Fidschi steigt ab und nimmt 2025 an der World Rugby U20 Trophy teil.